# Molophilus (Molophilus) tillyardi
Molophilus (Molophilus) tillyardi is een tweevleugelige uit de familie steltmuggen (Limoniidae). De soort komt voor in het Australaziatisch gebied.